# Estereoespecificitat
Una reacció és estereoespecífica si reactius que difereixen només en la seva estereoisomeria són transformats preferentment o exclusivament en productes que es diferencien també només en la seva estereoisomeria. Això és, l'estereoquímica dels reactius de partida condiciona l'estereoquímica dels productes resultants.
Per exemple, l'addició concertada del dibromocarbè (:CBr2) al doble enllaç, per una de les cares del pla que conté l'alquè, condueix en el cis-2-butè al ciclopropà cis (els dos grups metil situats en la mateixa cara), mentre que l'addició sobre el trans-2-butè resulta en la mescla racèmica del producte trans (cada grup metil situat en la cara oposada del ciclopropà).
Per tant, l'estereoespecificitat deriva del mecanisme de la reacció. Això vol dir que l'estereoquímica dels productes està determinada per la manera en què transcorre la mecànica de la reacció.